# Luženice
Luženice jsou vesnice, část obce Luženičky v okrese Domažlice v Plzeňském kraji. Nachází se asi jeden kilometr severozápadně od Luženiček. Je zde evidováno 53 adres. V roce 2011 zde trvale žilo 203 obyvatel.
Luženice jsou také název katastrálního území o rozloze 3,12 km².

## Historie
První písemná zmínka o vesnici pochází z roku 1379.

## Obyvatelstvo
| Rok            | 1869 | 1880 | 1890 | 1900 | 1910 | 1921 | 1930 | 1950 | 1961 | 1970 | 1980 | 1991 | 2001 | 2011 | 2021 |
| -------------- | ---- | ---- | ---- | ---- | ---- | ---- | ---- | ---- | ---- | ---- | ---- | ---- | ---- | ---- | ---- |
| Počet obyvatel | 277  | 279  | 242  | 234  | 234  | 235  | 217  | 160  | 154  | 124  | 126  | 120  | 144  | 126  | 166  |
| Počet domů     | 46   | 47   | 48   | 44   | 49   | 48   | 45   | 46   | 37   | 33   | 32   | 45   | 44   | 44   | 56   |

## Obecní správa
Při sčítání lidu v letech 1850–1971 Luženice byly samostatnou obcí v okrese Domažlice. Od 26. listopadu 1971 jsou částí obce Luženičky v okrese Domažlice, kdy se konaly obecní volby. V letech 1850–1949 k obci patřily Luženičky.

## Pamětihodnosti
- Venkovská usedlost čp. 2